# Gynoplistia tuberculata
Gynoplistia tuberculata là một loài ruồi trong họ Limoniidae. Chúng phân bố ở miền Australasia.